# Det Tapte Liv
Det Tapte Liv, pubblicato nel gennaio 2004 dalla Endtime Productions, è un EP della band Antestor.

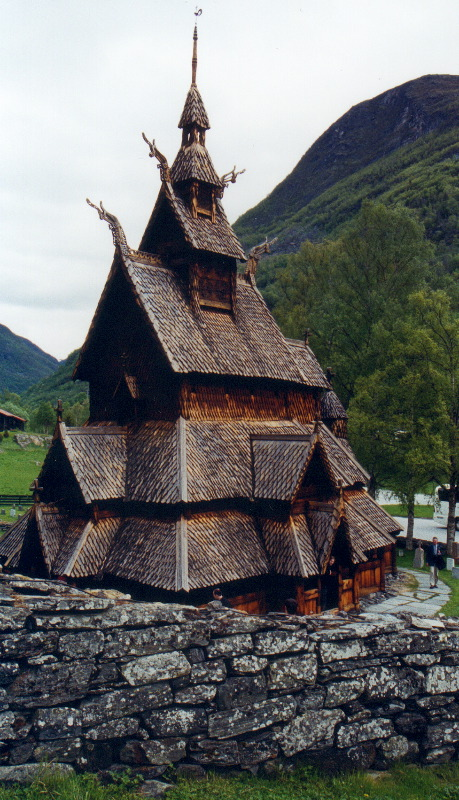
La Stavkirke di Borgund, raffigurata sull'EP.

## Tracce
1. Rites of Death - 3:46
2. Grief - 3:32
3. Last Season - 3:45
4. Med Hevede Sverd - 4:50
5. Det Tapte Liv - 2:46

## Formazione

### Gruppo
- Ronny Hansen (aka Vrede) - voce
- Morten Sigmund Mageroy (aka Sygmoon) - tastiere
- Vegard Undal (aka Gard) - basso
- Lars Stokstad (aka Vemod) - chitarra

### Altri musicisti
- Hellhammer - batteria
- Bjørn Leren - chitarra